# 拉布拉多鴨
拉布拉多鴨（学名：Camptorhynchus labradorius）是一種像絨鴨及呈黑白色的鴨，相信是北美洲自1500年後第一種滅絕的動物。最後見到拉布拉多鴨是於1878年在紐約州的埃爾邁拉市。最後保存下來的標本是於1875年在長島被射殺的。雖然未有發現牠們的巢穴，據估是在拉布拉多鴨繁殖，並由新斯科舍遷至切薩皮克灣過冬。

## 食性
拉布拉多鴨的嘴邊闊平，內有大量薄片，適合吃細小的軟體動物。故此牠們在生態上是太平洋或亞洲北部小絨鴨的同伴。其他有相似結構的動物是澳洲無關的紅耳鴨，但紅耳鴨主要是吃浮游生物，但也吃軟體動物。拉布拉多鴨的情況有點像山藍鴨，可能只是在外表上相似。

## 滅絕
拉布拉多鴨的滅絕仍未有解釋。雖然牠們也會被作為食物，但其肉質並不可口，加上很快變壞，只有很低的價值。另外估計牠們的蛋被過份採集，或是因蚌類的減少而缺乏食物。雖然秋沙鴨亞科也會吃淺水的蚌類，但卻沒有一種像拉布拉多鴨般依賴這些食物。

## 外部連結
- BirdLife Species Factsheet （页面存档备份，存于）
- IUCN Red List
- The Labrador Duck from John James Audubon's Birds of America （页面存档备份，存于）
- The Very Last Labrador Duck - Elmira, New York
- Environment Canada
- Swans, Geese, and Ducks of Canada
- Marine Extinction Database University of East Anglia, UK
- 3D view of specimens RMNH 110.083 and RMNH 110.084 at Naturalis, Leiden (requires QuickTime browser plugin).